# 库萨卢
库萨卢，爱沙尼亚北部哈尔尤县的一个乡村型市镇。总面积710平方公里，为该县面积最大的市镇。总人口6492（2021年）。
库萨卢市镇下辖3个小镇及64个村庄。